# Occinirvana eborea
Occinirvana eborea är en insektsart som beskrevs av Evans 1941. Occinirvana eborea ingår i släktet Occinirvana och familjen dvärgstritar. Inga underarter finns listade i Catalogue of Life.